# Leptaleum
Leptaleum é um género botânico pertencente à família Brassicaceae.